# Burgstall Kranzberg
Der Burgstall Kranzberg bezeichnet eine abgegangene Höhenburg bei 486 m ü. NHN auf dem Pantaleonsberg über der Amper nördlich und nordwestlich der Pfarrkirche St. Quirinus von Kranzberg im Landkreis Freising in Bayern.

## Geschichte
Die Burg wurde um 1200 von dem Ministerialengeschlecht der „Chranichsberg“ erbaut. Mitte des 13. Jahrhunderts bis 1409 werden die Herren von Massenhausen als Besitzer genannt. Nachdem Sigfrid III. von Fraunberg die Herrschaft Hohenburg am Inn übernommen hatte, begann er 1317 eine Fehde gegen das Bistum Freising. Dabei ließ er die Burgen Kranzberg und Burgrain stürmen und die Burgbesatzungen töten.
1329 ließ Friedrich von Achdorf die Burg neu befestigen. Bis 1505 gehörte Kranzberg zum Rentamt Landshut, nach der Wiedervereinigung der bayerischen Teilherzogtümer wurde es dem Rentamt München zugeschlagen. Um 1500 wurde erstmals eine vollständige Güterbeschreibung verfasst.
Das Gericht Kranzberg danach war in die Schergenämter Allershausen, Tünzhausen, Indersdorf, Langenbach und „auf dem Gfild“ (= Garching) untergliedert. Vor ihrer Zerstörung 1632 im Zuge des Dreißigjährigen Krieges durch schwedische Truppen war die Burg der Amtssitz dieses herzoglich-bayerischen Landgerichts, das 1804 im Landgericht Freising aufging.
1660 wurde die Ruine abgebrochen und als Steinbruch für landesherrliche Bauten (so das Turnierhaus in der Nähe des Hofgartens) in München genutzt, der Pfleger residierte von nun an im Dorf. 1666 wurde die Burgkapelle St. Pantaleon wieder errichtet und 1807 erneut abgebrochen.

## Beschreibung

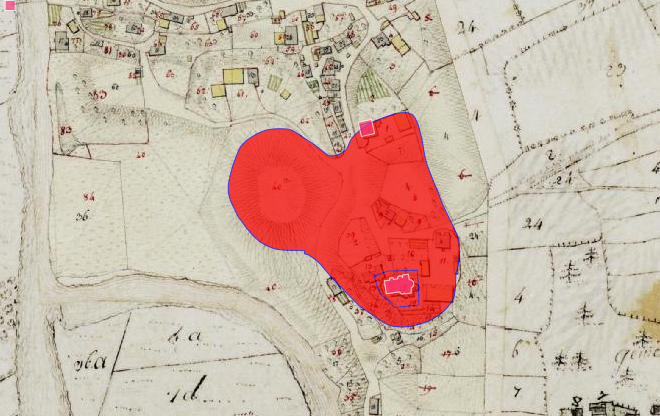
Lageplan von Burgstall Kranzberg auf dem Urkataster von Bayern

Von der ehemaligen Burganlage auf einem etwa 25 bis 30 Meter hohen Bergkegel mit einem Burgplateau im Durchmesser von 60 Metern ist nichts erhalten. Im südlichen Bereich befindet sich heute die Pfarrkirche St. Quirinus von Kranzberg.